# Fabrice Salanson
Fabrice Didier Salanson (Montereau-Fault-Yonne, 17 novembre 1979 – Dresda, 3 giugno 2003) è stato un ciclista su strada francese.
È morto il 3 giugno 2003, nella notte precedente alla prima tappa del Deutschland Tour, stroncato da un infarto; in seguito sono stati resi noti degli esami medici svolti da Salanson poche settimane prima del decesso, in cui emergevano anormalità durante l'elettrocardiogramma.

## Palmarès

### Strada
- 1997 (Juniores, due vittorie)

La Bernaudeau Junior
Chrono des Nations - Les Herbiers Vendée (Juniores)
- 2000 (Bonjour-Toupargel, una vittoria)

3ª tappa Tour de l'Avenir (Roquetoire > Mouchamps)
- 2002 (Bonjour, una vittoria)

2ª tappa Grand Prix du Midi Libre (Carcassonne > Villefranche-de-Rouergue)

## Piazzamenti

### Grandi Giri
- Giro d'Italia

2001: ritirato (8ª tappa)

### Classiche monumento
- Parigi-Roubaix

2000: ritirato
- Liegi-Bastogne-Liegi

2002: 106º

### Competizioni europee
- Campionati europei

Lisbona 1999 - Cronometro Under-23: 39º